# 李薇婷
李薇婷（英語：Li Mei Ting），是一位香港文學、文化學者和評論家，曾任文學雜誌《字花》編輯和奪得2018年香港藝術發展獎藝術新秀獎，後於香港中文大學取得中國語言及文學哲學博士，師從黃念欣。現為香港中文大學文化及宗教研究系講師。